# Zhivinjan
Zhivinjan (albanisch auch Zhivinjani, serbisch Живинјане Živinjane) ist eine Wüstung im Osten Kosovos und gehört zur Großgemeinde Prizren.

## Geographie
Zhivinjan liegt an der Straße Sheshi i Lidhjes und dem Fluss Bistrice.

## Bevölkerung
| Jahr | Einwohner |
| ---- | --------- |
| 1948 | 227       |
| 1953 | 120       |
| 1961 | 117       |
| 1971 | 113       |
| 1981 | 33        |
| 1991 | 39        |
| 2011 | 0         |

Die Volkszählung aus dem Jahr 2011 ergab für Zhivinjan eine Einwohnerzahl von 0.